# Mas-Grenier
Mas-Grenier – miejscowość i gmina we Francji, w regionie Oksytania, w departamencie Tarn i Garonna.
Według danych na rok 1999 gminę zamieszkiwało 931 osób, a gęstość zaludnienia wynosiła 37 osób/km² (wśród 3020 gmin regionu Midi-Pireneje Mas-Grenier plasuje się na 396. miejscu pod względem liczby ludności, natomiast pod względem powierzchni na miejscu 424.).